# Hilarión Correa
Hilarión Correa (Concepción, 21 de octubre de 1921-Asunción, 26 de enero de 1982) fue un cantante y músico paraguayo que inició en la década de los años 40.

## Primeros pasos
Joven aún, se trasladado a Asunción, estudió en el Ateneo Paraguayo. En 1943 formó parte del trío “Calandria Ñu” con el cual, años más tarde, realizó exitosas giras por el Brasil. En este país, actuó en las radios “Récord”, “Cultura” y “Tupí”, de Sao Paulo, “O Globo” y “Nacional” de Río de Janeiro, y en el programa inaugural de la primera estación de televisión del Brasil.

## Trayectoria
Hacia fines de la década del ‘40 formó el conjunto “Los Paraguayitos” con el cual realizó varias grabaciones para el sello Continental. De regreso al Paraguay, hacia 1950, integró a su conjunto, por espacio de algunos meses, al destacado compositor e intérprete Emigdio Ayala Báez. En 1952, por prescripción médica, puso un alto en sus presentaciones públicas. En la década de los años ‘60 trabajó ardua e intensamente realizando grabaciones junto a Lorenzo Leguizamón, “Papi” Meza, el “Negro” Ayala, Isabelino Valdés, Albino Quiñonez y el dúo Méndez-Sanabria, primero para el sello Guarania y luego para la RCA Víctor de la Argentina, en Buenos Aires. 
Una veintena de discos le valieron un sitial destacado en la consideración de los amantes de la música paraguaya por la difusión que aseguraron a sus melodías realmente acordes con el gusto popular. El 11 de marzo de 1969 inauguró la Radio “Caaguazú”, de su propiedad, en la ciudad de Coronel Oviedo. 
Está considerado, con justicia, como uno de los mejores melodistas de la música popular de su país.

## Obras
Entre sus obras más difundidas figuran: 
- “Che kamba resa jajai”
- “Che yvoty mi mombyry”
- “Palomita mensajera”
- “Amor y rosa”
- “Che roga mi”
- “Normalista”
- “Che Paraguay”
- “La pasionaria”
- “Canción a Villa Florida”